# Partit Verd Ecologista
El Partit Verd Ecologista (romanès Partidul Verde Ecologist, PVE) fou una coalició política de Romania que es va presentar a les eleccions legislatives romaneses de 2008. Estava formada pels dos partits ecologistes romenesos, el Partit Verd (Partidul Verde) i el Partit Ecologista de Romania (Partidul Ecologist Român). Només va obtenir el 0,27% dels vots a la Cambra dels Diputats de Romania i el 0,70% al Senat de Romania.